# Bulbul verdós becfí
El bulbul verdós becfí (Stelgidillas gracilirostris) és una espècie d'ocell de la família dels picnonòtids (Pycnonotidae) i únic membre del gènere Stelgidillas. Es troba a l'Àfrica occidental i central. Els seus hàbitats principals són els boscos tropicals i subtropicals de frondoses humits de les terres baixes i de l'estatge montà, la sabana seca, així com les terres llaurades, els jardins rurals i les àrees forestals fortament degradades. El seu estat de conservació es considera de risc mínim.